# Paso Moral
Paso Moral är en ort i Mexiko.   Den ligger i kommunen Manlio Fabio Altamirano och delstaten Veracruz, i den sydöstra delen av landet, 280 km öster om huvudstaden Mexico City. Paso Moral ligger 61 meter över havet och antalet invånare är 197.
Terrängen runt Paso Moral är lite kuperad, och sluttar österut. Runt Paso Moral är det ganska tätbefolkat, med 80 invånare per kvadratkilometer. Närmaste större samhälle är Soledad de Doblado, 15,1 km söder om Paso Moral. Trakten runt Paso Moral består till största delen av jordbruksmark.